# Godegisilio
Godegisilio (359-Tréveris, 406) fue rey de los vándalos asdingos.

## Historia
Bajo su mando, los vándalos, empujados por el avance de los hunos, abandonaron Panonia alrededor de 400.
Murió el 31 de diciembre de 406 en Tréveris durante la batalla en la que vándalos, suevos y alanos derrotaron a los francos ripuarios, defensores de la frontera del Rin en sustitución de las tropas romanas movilizadas a Italia.

## Descendencia
Godegisilio se casó con una noble de origen vándalo llamada Flora. Le sucedió el mayor de sus hijos vivos, Gunderico, quien condujo a su pueblo a través de la Galia y, posteriormente, hasta Hispania. Otro hijo suyo, Genserico, habido con una sierva, sucedió a Gunderico el año 428 y reinó durante 49 años, estableciendo un poderoso reino vándalo en el norte de África.